# Pierre Marinovitch
Pierre Marinovitch (1898-1919), est le benjamin des as de l'aviation française de la Première Guerre mondiale.

## Biographie
Pierre Marinovitch (Petar Marinović) naît à Paris le 1er août 1898, de Bélisaire Marinovitch et d'Agrippine de Bronkov. Il a deux frères aînés, Jovan et Nicolas, et une sœur cadette, Dora. Son père est serbe et sa mère est russe, de souche polonaise. Son grand-père paternel, Jovan Marinovitch (en) (Јован Мариновић), a été Premier ministre de Serbie en 1873 et 1874, puis ambassadeur de Serbie en France de 1879 à 1889. Son arrière-grand-père était le richissime négociant Miša Anastasijevitch (en) (Миша Анастасијевић).
Pierre Marinovitch suit ses études en France et en Irlande, et parle couramment plusieurs langues dont l'anglais, le russe, le serbo-croate et l’allemand. Le 12 février 1916, à dix-sept ans, il s'engage dans l'armée. D'abord incorporé au 27e régiment de dragons, il passe élève pilote le 16 juillet 1916.
Breveté pilote le 15 novembre 1916 (no 4910), à l'école d'aviation de la future base aérienne 122 Chartres-Champhol, il rejoint l'Escadrille no 38 en mars 1917. Il tombe gravement malade, est hospitalisé plusieurs mois. Aussitôt rétabli, il est affecté à l'Escadrille no 94, près de Châlons-en-Champagne, où il sera surnommé "Marino" par ses camarades d'escadrille.
Marinovitch est promu Maréchal-des-logis le 26 juillet 1917. Le 8 septembre, il obtient sa première victoire en abattant un Albatros D V allemand, au-dessus de Saint-Hilaire-le-Petit, dans la Marne, et est cité à l'ordre de l'armée ("Pilote habile et audacieux, toujours volontaire pour les missions les plus dangereuses. Le 8 septembre 1917, en combat aérien, a abattu un avion ennemi dans ses lignes.") . Le 5 décembre, il force l'équipage d'un Rumpler C à s'écraser près de Mourmelon-Baconnes, dans la Marne, où l'équipage est fait prisonnier. Le 22 décembre, il abat un 3e adversaire, un Rumpler C, qui s'écrase au nord de Pont-Faverger, dans la Marne. Il reçoit une nouvelle citation à l'ordre de l'armée ("Pilote de chasse accompli, volontaire pour toutes les missions périlleuses, a montré dès ses débuts une audace et une ardeur admirables qui ne se sont jamais démenties. N'a pas livré moins de trente combats, ramenant souvent son appareil criblé de balles ou d'éclats d'obus. Le 22 décembre 1917, a abattu son troisième avion ennemi. Deux citations."). Le 1er janvier 1918, il remporte sa 4e victoire homologuée contre un Rumpler C qui s'écrase dans les environs de Beine, dans la Marne (Marinovitch remporte ses quatre premières victoires aux commandes d'un Nieuport 24). Pour ce nouveau fait d'armes, il reçoit une quatrième citation à l'ordre de l'armée, en date du 8 janvier 1918 ("Pilote de chasse accompli, ne cesse de donner de nouvelles preuves de son audace et de son courage. Le 1er janvier 1918, a abattu loin dans ses lignes un avion ennemi, portant ainsi à quatre le nombre de ses victoires."). Le 10 janvier 1918, il reçoit la Médaille militaire (ordre no 6239) en reconnaissance de sa troisième victoire militaire. Le 19 janvier, Pierre Marinovitch et le caporal Austen Crehore (en) (États-Unis) s'en prennent à un Albatros D V qu'ils croisent loin dans ses lignes, au nord de Beine-Nauroy, dans la Marne. Il s'agit de la 5e victoire homologuée pour Marinovitch. Le 22 janvier, l'adjudant André Martenot de Cordoux, le maréchal-des-logis Pierre Marinovitch et les caporaux américains Houston Woodward et Austin Crehore mitraillent les tranchées allemandes dans la région de Tahure, dans la Marne, à seulement 300 mètres d'altitude.
Le 30 janvier, l'Escadrille 94 est relocalisée à Villeneuve-les-Vertus (en), dans la Marne et incorporée au Groupe de Chasse XVIII sous les ordres du Capitaine Jacques Sabattier de Vignolle. 
Marinovitch est promu adjudant le 20 février 1918. Le 26 mars, une patrouille composée du lieutenant André Laganne, de l'adjudant Pierre Marinovitch et du caporal André Martin, attaque un biplace allemand dans les environs de la côte de Caurel, dans la Marne. Le combat commence vers 3 000 mètres et prend fin à 400 mètres. Le biplan adverse, touché par les tirs, tombe en vrille, en laissant échapper de larges volutes de fumée noire. Disparaissant au milieu d'une forte brume, cet avion n'est homologué et confirmé comme abattu qu'après-guerre. Le 11 avril, l'adjudant Pierre Marinovitch est contraint de poser son SPAD XIII sur l'ancien terrain d'aviation de Tartiers, au nord-ouest de Soissons. L'avion capote dans un trou d'obus et est fortement endommagé. Marinovitch est indemne. L'escadrille SPA 94 adopte à cette période son insigne collectif définitif dit de la "mort fauchant", un squelette avançant avec une faux dessiné par le pilote André Martenot de Cordoux.
Le 10 mai, une patrouille composée du sous-lieutenant André Martenot de Cordoux et de l'adjudant Marinovitch attaque un groupe de sept Pfalz et six autres biplans dans la région de Moreuil, en Picardie, mais sans résultat visible. Le 14 mai, l'adjudant Pierre Marinovitch attaque un biplace allemand, au nord de Moreuil. Cet avion sera compté comme probable au pilote. Le 15 mai, Marinovitch attaque un Rumpler allemand de grande reconnaissance qui avait pénétré jusque dans la région de Poix. Il réussit à obliger l'équipage à atterrir dans les lignes françaises aux environs d'Esserteaux, au Sud d'Amiens. Les deux officiers allemands, les lieutenants Fricke et von Bülow sont faits prisonniers après avoir fait exploser leur avion. C'est la 6e victoire homologuée de Marinovitch. Le 19 mai 1918, Marinovitch, en coopération avec le sous-lieutenant Claret de Fleurieu de la SPA 95, abat un Rumpler C qui tombe au sud-est de Moreuil. Leur adversaire était probablement le lieutenant Kurt Riege du FlAbt 241 qui a été tué dans cette zone. Cet avion est la septième victoire de l'Adjudant. Pour ses victoires des 15 mai et 19 mai 1918, Marinovitch reçoit une nouvelle citation à l'ordre de l'armée, en date du 13 juin 1918 ("Pilote toujours admirable de courage et d'entrain. A abattu récemment ses sixième et septième avions ennemis. Médaille Militaire pour faits de guerre. Quatre citations."). Le 31 mai, Marinovitch oblige un Rumpler allemand à se poser dans les lignes françaises, à la lisière de la forêt de Villers-Cotterets. Le pilote, le sous-officier Hippolyt Kaminski, est tué, et son observateur, le lieutenant Bake, du FlAbt 264, fait prisonnier. Le même jour, Marinovitch abat un triplan Fokker Dreidecker I qui s'écrase également dans les lignes françaises, près de Taversive. Ces deux avions marquent les 8e et 9e victoires homologuées du jeune pilote. Pour ses victoires du 31 mai 1918, il reçoit une citation à l'ordre de l'armée, en date du 13 juin 1918 ("Brillant pilote de chasse, donnant chaque jour des preuves de sa vaillance et de son adresse. A abattu récemment dans nos lignes deux avions ennemis (huitième et neuvième victoires). Cinq citations."). Le 1er juin, les patrouilles sont nombreuses et donnent lieu à plusieurs combats. Un avion est homologué et deux autres sont probablement abattus mais seront comptabilisés comme probables. Deux autres avions, des Fokker Dreidecker I sont abattus dans les environs de Longpont par Marinovitch mais ne seront pas validés. Le 3 juin, la patrouille du sous-lieutenant André Martenot de Cordoux et de l'adjudant Pierre Marinovitch attaque plusieurs fois un biplace qui est contraint d'atterrir dans la région de la Ferté-Milon-Mosloy. Cet avion ne sera pas homologué. Le SPAD XIII de Marinovitch a été touché par trois balles. Le 5 juin, Marinovitch et André Martenot de Cordou abattent un biplace ennemi au-dessus de Parcy-et-Tigny (10e victoire homologuée). 
C'est à ce moment que les premiers articles de presse commencent à paraître pour parler de ce jeune pilote que le journaliste Jacques Mortane surnomme "le benjamin des as". Continuant ses combats, il abat le 9 juin 1918 un biplace dans la région de Maincamp-Saint-Paul-aux-Bois, en Picardie, et revient avec trois balles et un éclat d'obus dans son SPAD XIII (11e victoire). Le 1er juillet, Marinovitch abat un autre Rumpler C dans la zone de Monnes-Dammard (12e victoire). Le 15 juillet, il abat un Rumpler C  dans la région de Monrovilliers, dans la Marne, et le même jour, un monoplace de chasse qui finalement sera comptabilisé comme probable (13e et 14e victoires). Le 22 juillet, il attaque un Rumpler C au-dessus d'Epernay. L'adversaire rompt le combat en piquant très fortement et en dégageant de grandes volutes de fumée noire. Cet avion ne sera pas comptabilisé dans les victoires et donné comme probable. Marinovitch s'en prend à un autre Rumpler C, lui aussi dans les environs d'Epernay. Cet avion sera donné comme probable.
La Croix de la Légion d'Honneur lui est remise par le Général Duval, chef du service aéronautique au GQG, sur le terrain de Sunthelles, le 26 juillet 1918. Marinovitch compte à ce jour 14 victoires homologuées à presque 20 ans. C'est à l'époque le plus jeune As de l'aéronautique française. Le 17 août, il abat abat successivement deux avions. Le premier, un biplace, tombe dans les environs de Roye. Puis, il livre combat à plusieurs Fokker Dreidecker VII dont l'un tombe dans les environs de Roye. Il dégage un camarade aux prises avec deux Fokker Dreidecker VII qui le poursuivaient dans les lignes. Il rentre avec de nombreuses balles dans son SPAD. Les deux avions allemands seront homologués dès le lendemain (15e et 16e victoires). Le 5 octobre, il attaque deux Fokker Dreidecker VII sans résultat mais abat un biplace, un peu plus tard, qui tombe en flammes dans la région à l'est de Challerenge, dans les Ardennes (17e victoire). Le 9 octobre, Pierre Marinovitch mitraille, avec ses deux armes de bord, un Rumpler C dans les environs de Semide, dans les Ardennes. Le mitrailleur est tué lors d'une passe et reste accroché au fuselage, le biplace allemand pique fortement vers ses lignes en s'éloignant à toute vitesse. Cet avion a été homologué, le 12 octobre 1918 (18e victoire). Le 18 octobre, Marinovitch abat un biplace qui s'écrase dans ses lignes et dégage un SPAD XIII de la SPA 153 en facheuse posture (19e victoire). Le 20 octobre, il est promu sous-lieutenant, et reçoit la Croix de Guerre avec six citations. Le 26 octobre 1918, il attaque un Drachen dans la région de Hauteville-Chappe sans réussir leur affaire. Le 27, il abat un Fokker D VII dans les environs de Le Thour, dans les Ardennes (20e victoire). Son adversaire était probablement le Vfw Karl Schlegel du Jasta 45 qui a été tué dans ce secteur. Le 3 novembre 1918, la patrouille il attaque plusieurs biplaces de combat qui mitraillent les troupes au sol. Plusieurs de ces avions vont aller au tapis. Le premier, un biplace, s'écrase dans les environs de Le Chesne, est homologué à Marinovitch et Grimouille. Le second pour Marinovitch seul à La Neuville. Marinovitch et Froussard ont livré combat à un autre biplace de combat qui semblait sérieusement touché mais cet appareil ne sera comptabilisé que comme probable. Ces deux victoires, ses 21e et 22e, seront les dernières de Pierre Marinovitch (Citation à l'ordre de l'armée du sous-lieutenant Pierre Marinovitch du 27e régiment de Dragons, pilote à l'escadrille SPA 94, en date du 25 novembre 1918 : "Pilote de chasse de grande valeur. Chef de patrouille de premier ordre, a abattu le 27 octobre et le 3 novembre 1918, deux avions ennemis, portant ainsi à vingt et une, le nombre de ses victoires officielles. Médaillé militaire et Chevalier de la Légion d'Honneur pour faits de guerre. Neuf citations."). Le 4 novembre, la patrouille est sévèrement attaquée. L'adjudant Emile Picard, attaqué par un Fokker Dreidecker VII, est dégagé par le sous-lieutenant Pierre Marinovitch.
Il est crédité d'un total de 21 victoires aériennes. Cinq autres, probables, n'ont pas été homologuées.
Le 2 septembre 1919, son avion s'écrase alors qu'il fait une démonstration de voltige en présence du roi Albert Ier et de la reine Élisabeth, et de son ami Austin Crehore, sur l'aérodrome d'Evere (Belgique). Il meurt le jour-même à l'hôpital militaire de Bruxelles.
Il est inhumé au cimetière du Père-Lachaise (Allée Carette, 92e division, à 10 rangs de l’av. transversale no 3).